# Remate (passe)
Pour les articles homonymes, voir Remate.
Dans le monde de la tauromachie, un remate est une passe de muleta ou de cape, terminant une série. Le mot remate signifie en espagnol « terminaison », « achèvement », « couronnement ». Elle apparaît sous de nombreuses formes et constitue un adorno (« décoration », « fioriture »).

## Principauxremates

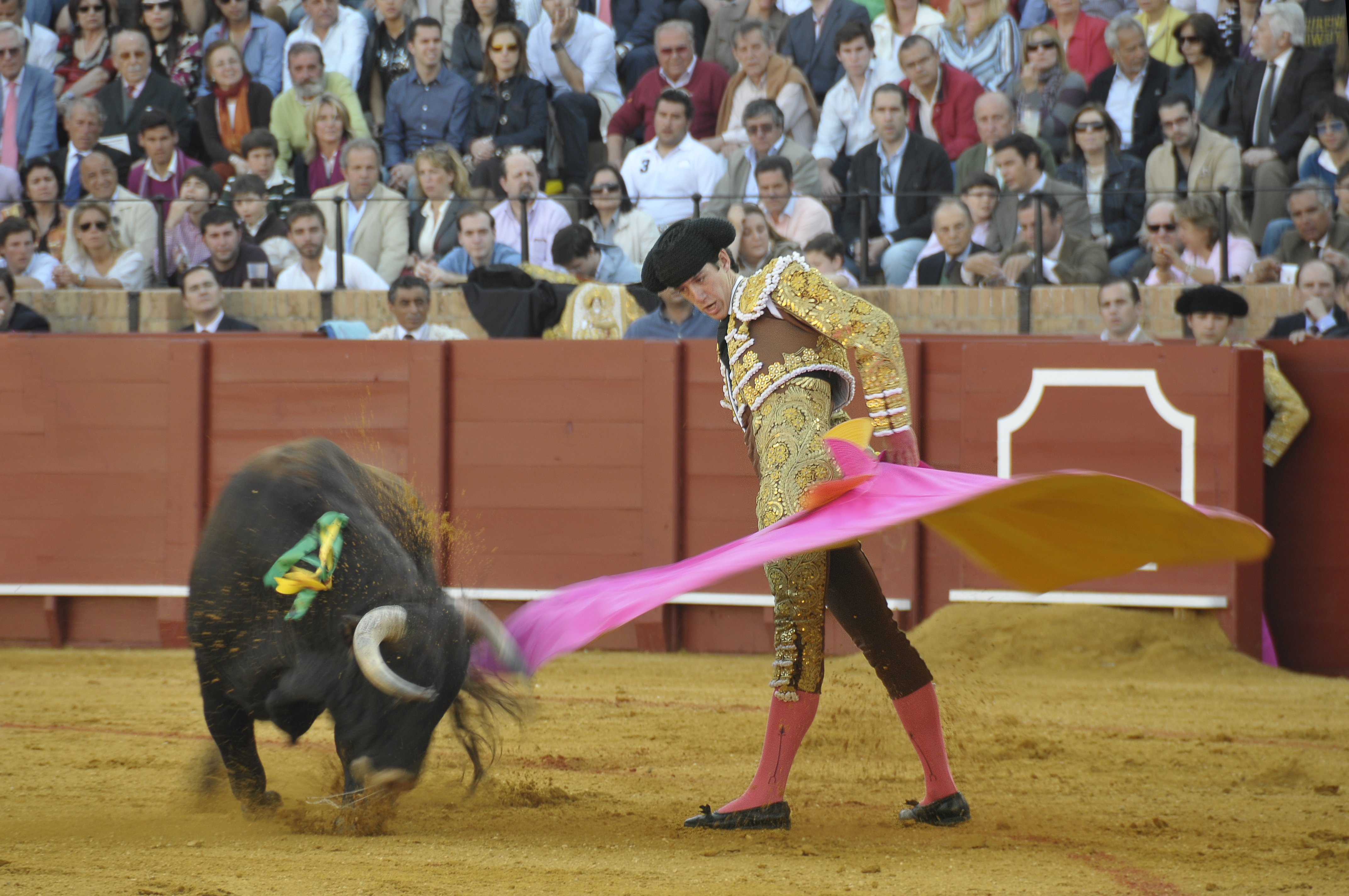
Rebolera à Séville en 2010

Les remates de cape :
- la rebolera
- la serpentina
- la demi-véronique
- la larga

Les remates de muleta :
- le kikiriki
- la trinchera
- la passe de poitrine
- le molinete

## Appréciation par le public
Ces passes spectaculaires sont très goûtées du public, mais elles perdent de leur valeur lorsqu'elle servent à masquer un manque de dominio du matador. Trop utilisées, elles deviennent des passes dites « de recours » (recorte). Les spectateurs non avertis sont facilement éblouis par ces adornos, qui pour esthétiques qu'ils soient, ne remplacent pas un véritable dominio. Ils ont, par le passé donné, lieu à des outrances  de la part de Cúchares, El Gordito ou Guerrita que la corrida contemporaine a limitées.
Des figuras (« matadors vedettes ») ont réussi à allier ces passes avec un toreo très pur, notamment Joselito, Sébastien Castella, Manzanares, José Tomás et Uceda Leal.